# Kyparissovouno
Il Kyparissovouno (in greco Κυπαρισσόβουνο?, in turco Selvili Tepe) è la vetta più alta della non riconosciuta Repubblica turca di Cipro del Nord ad un'altitudine di 1.024 metri, situata nella catena montuosa di Kyrenia. Si trova nel distretto di Kyrenia. Sul monte è conservata una chiesa semidiroccata dedicata all'apostolo Paolo, che risale al XII secolo.